# Stuart Appleby
Stuart Appleby (født 1. maj 1971 i Cohuna, Australien) er en australsk golfspiller, der (pr. september 2010) står noteret for ni PGA Tour-sejre gennem sin professionelle karriere. Hans bedste resultat i en Major-turnering er en 2. plads, som han opnåede ved British Open i 2002. Appleby var her helt fremme ved et omspil, men sejrherren blev sydafrikaneren Ernie Els.
Appleby har 5 gange, i 1998, 2000, 2003, 2005 og 2007, repræsenteret Det internationale Hold ved Presidents Cup.